# Dê Angora

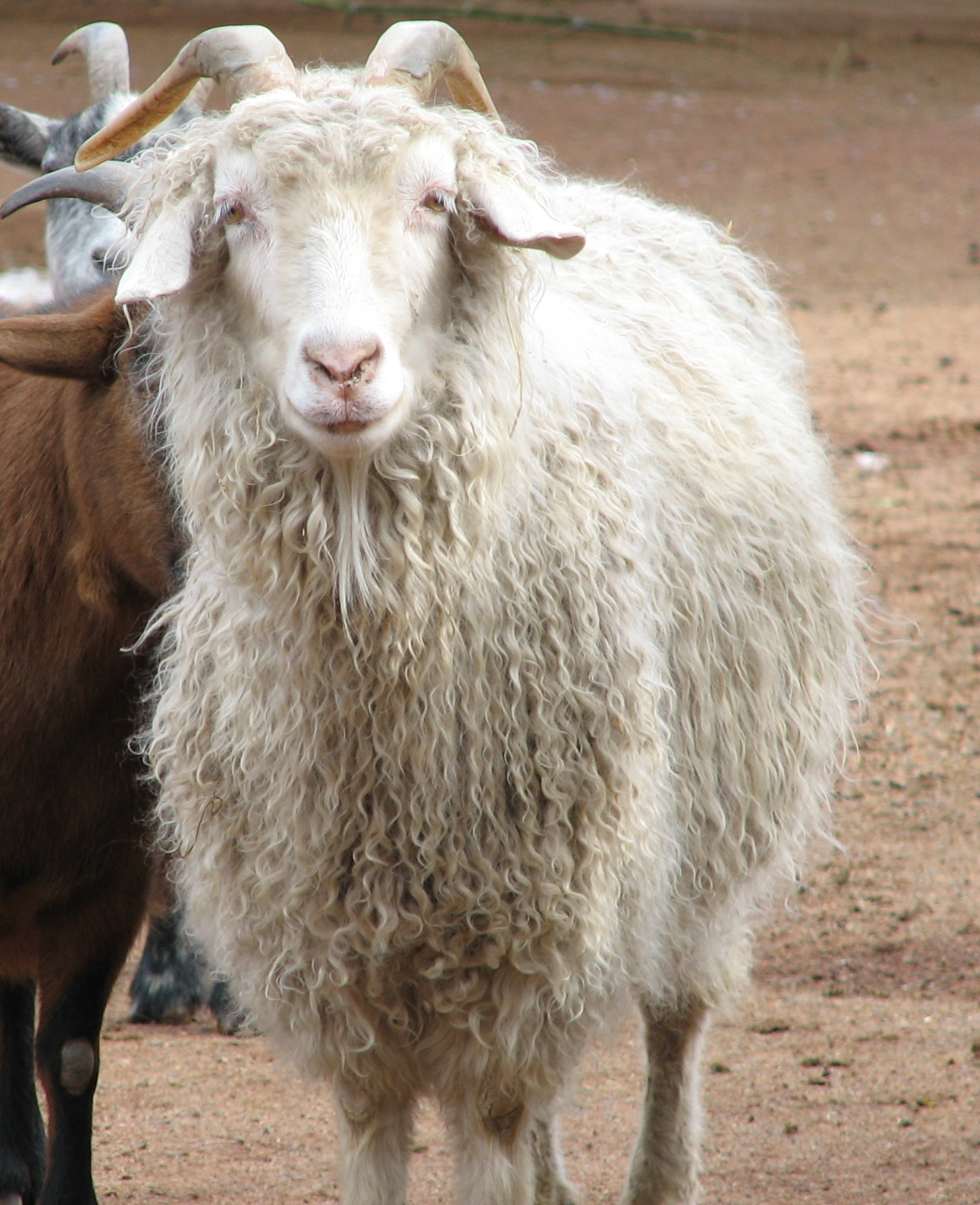
Dê Angora

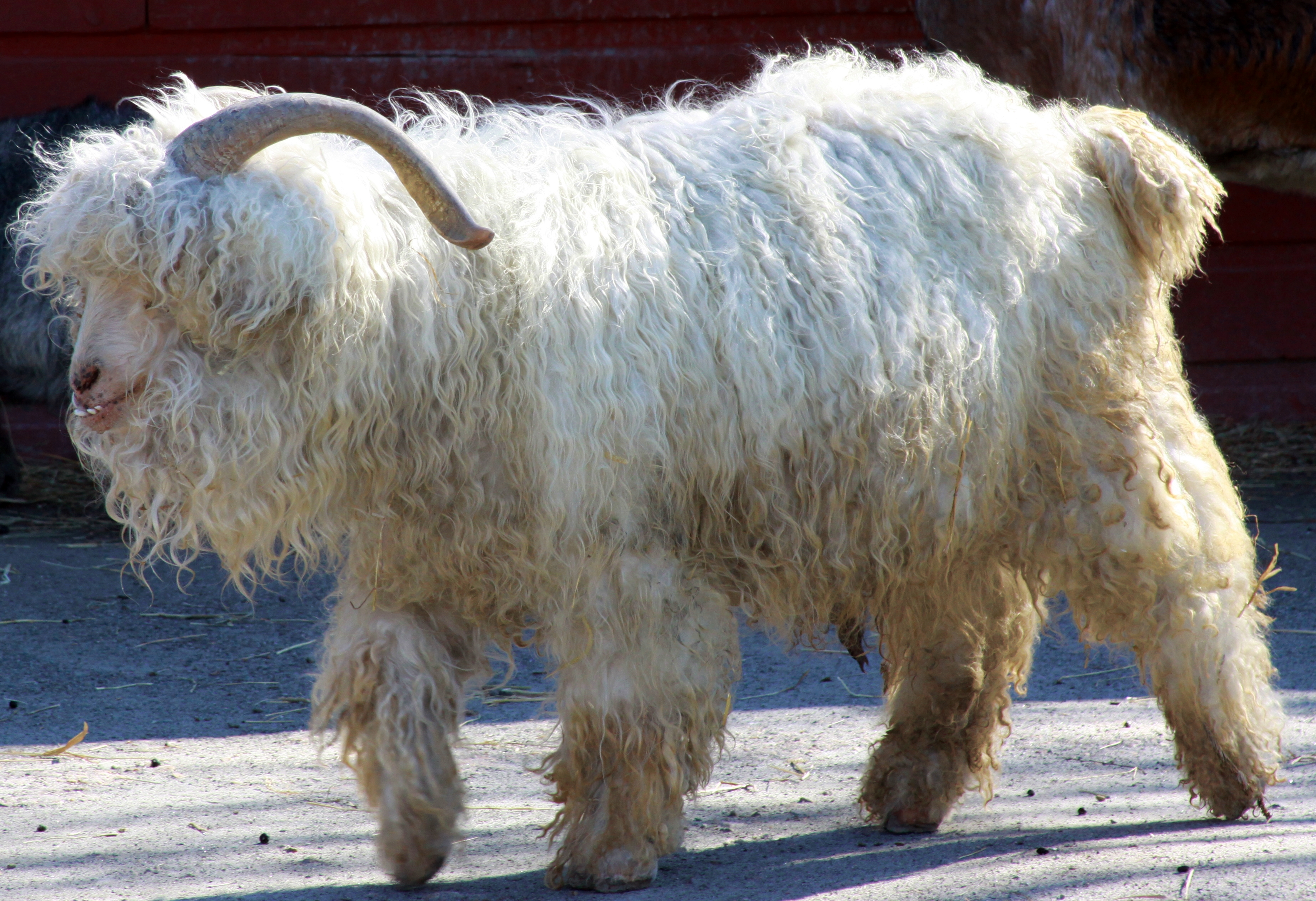

Dê Angora (chữ Thổ Nhĩ Kỳ: Ankara keçisi) là một giống dê có nguồn gốc từ Trung Á và được đưa vào Thổ Nhĩ Kỳ vào thế kỷ thứ 13, chúng là giống dê chuyên cho lông với len Mohair có giá trị cao và nổi tiếng. 

## Tổ tiên
Dê Angora được một số người xem như là một hậu duệ trực tiếp của sơn dương Markhor Trung Á. Charles Darwin mặc nhiên công nhận rằng dê hiện đại phát sinh từ việc lai giống của sơn dương Markhor với dê hoang dã. Bằng chứng cho sơn dương Markhor lai tạo giống với dê nhà đã được tìm thấy. Một nghiên cứu cho thấy 35,7% số lượng sơn dương Markhors nuôi nhốt khi phân tích (từ ba vườn thú khác nhau) tìm ra DNA ty thể từ dê nhà. Bầy đàn gia súc Kashmir hoang dã khoảng 200 cá thể trên vùng mũi đất đá vôi Great Orme của xứ Wales có nguồn gốc từ một đàn sơn dương được nuôi dưỡng ở công viên lớn Windsor thuộc sở hữu nữ hoàng Victoria của Anh.
Những mẫu phân lấy từ sơn dương Markhor và dê nhà chỉ ra rằng có một mức độ nghiêm trọng trong sự cạnh tranh thức ăn giữa hai loài. Sự tranh giành thức ăn giữa những loài ăn cỏ được cho là đã làm giảm đáng kể nhiều vụ mùa ứ đọng của thức ăn gia súc trong những dãy núi Himalaya-Karkoram-Hindukush. Vật nuôi nội địa có lợi thế hơn các loài ăn cỏ hoang dã vì mật độ của những đàn gia súc này thường đẩy đối thủ cạnh tranh ra khỏi những vùng cỏ xanh tươi tốt nhất. Giảm nguồn thức ăn giá trị có ảnh hưởng tiêu cực đến khả năng sinh sản của con cái.

## Đặc điểm
Dê Angola có sừng cong hướng ra hai bên và ra phía sau. Giống dê này có chiều cao vai trung bình 54 – 60 cm. Có sản lượng len 1,5–3 kg/năm một số dê tốt có thể cho trên 5 kg với chiều dài đến 25 cm. Dê Angora thường dễ bị xảy thai không truyền nhiễm do sự trao đổi chất trong sản xuất len.

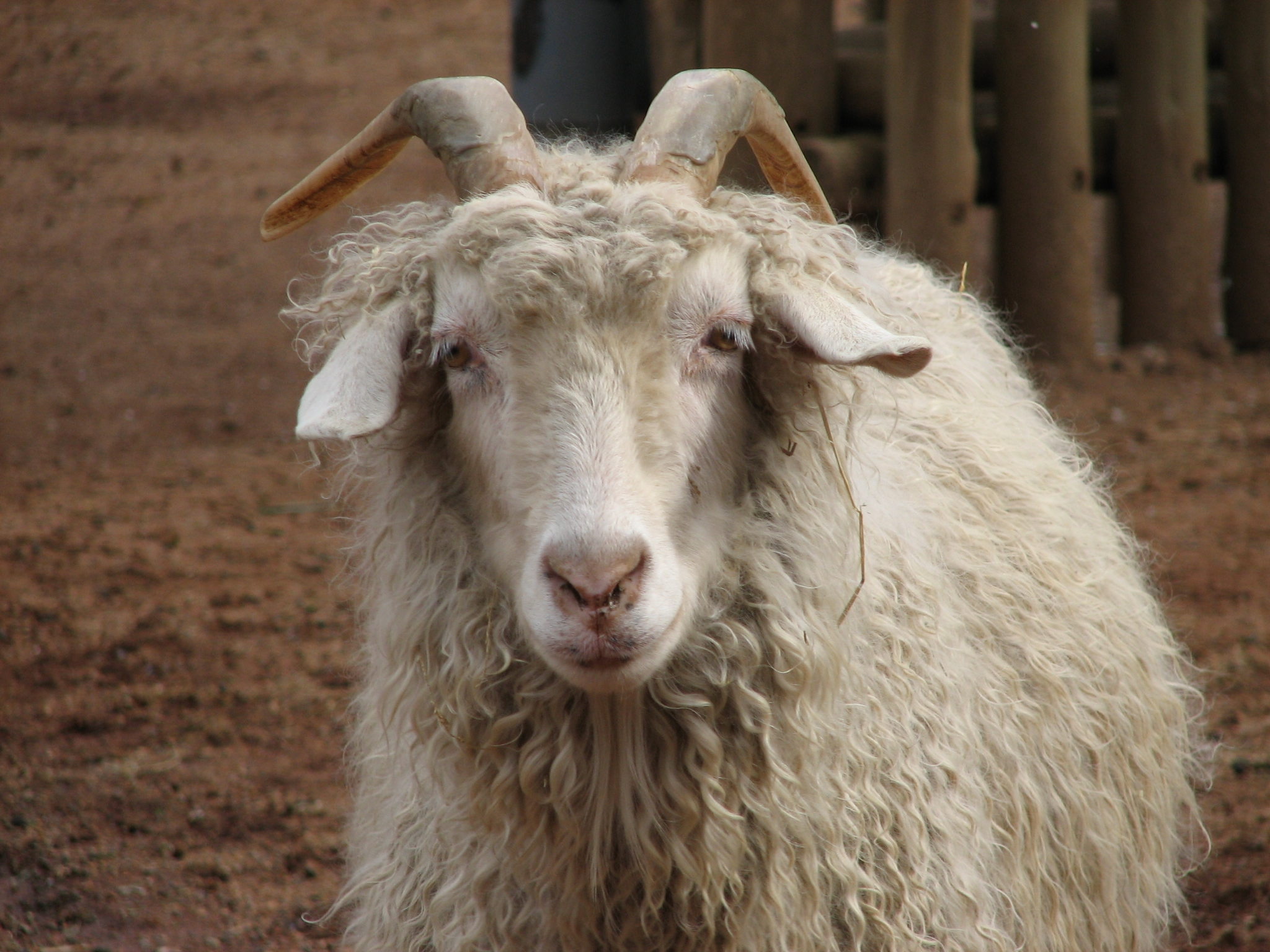

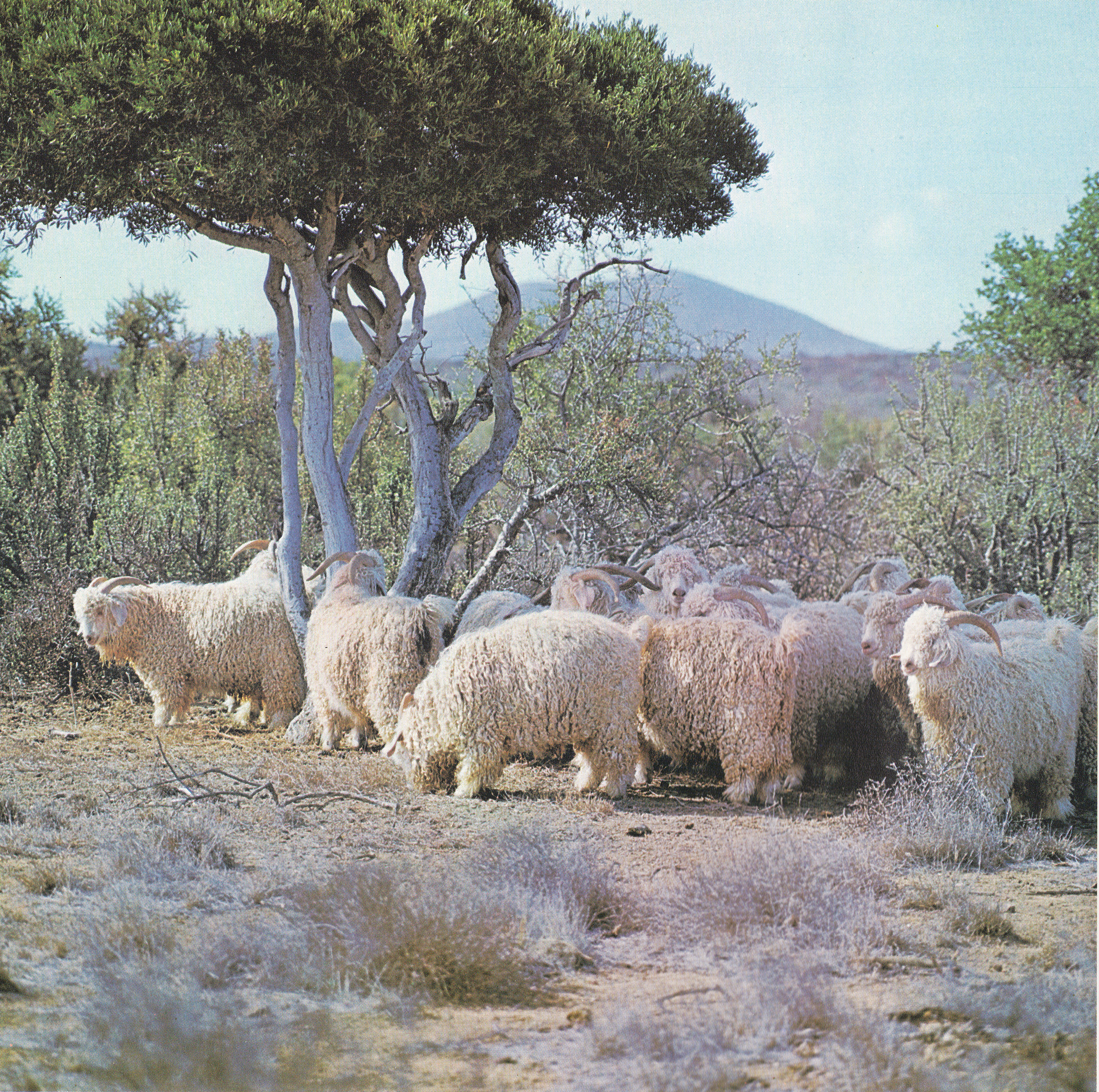

Chúng là giống ăn tạp, dễ nuôi, khả năng kháng bệnh cao sinh sản nhanh. Bên cạnh đặc tính dễ dãi trong ăn uống và thuận lợi trong dọn dẹp vệ sinh chuồng trại, thì chúng còn là con vật dễ nhân đàn. Chúng là con vật dễ nuôi, chuồng trại đơn giản nên mô hình này phù hợp với những hộ ít vốn. Chúng ít bị ốm sức đề kháng cao chăn thả tự kiếm cỏ ngoài đồng không cần thức ăn tinh bổ sung nên chăn nuôi không vất vả và tốn kém, tuy vậy chúng cũng khá nhạy cảm, dễ bị bệnh, nên khi nuôi cũng cần phải thường xuyên quét dọn chuồng trại, phát hiện, cách ly và chữa trị kịp thời những con dê bị bệnh để tránh lây nhiễm, gây thiệt hại cho cả đàn.
Chúng ăn thức ăn chủ yếu từ cây cỏ tự nhiên. Thức ăn cho chúng rất đa dạng gồm các loại cây bụi, cỏ trồng, cỏ mọc tự nhiên, các loại lá cây như so đũa, mít, chuối, sầu đâu, keo dậu, dâm bụt, phế phẩm nông nghiệp như rơm, thân cây ngô, ngọn mía, dây đậu, các loại củ quả như khoai lang, bí đỏ, chuối, thức ăn tinh, thức ăn khoáng. Thức ăn thô xanh thường chiếm khoảng 55 – 70% khẩu phần ăn của dê. Bên cạnh đó còn có các loại lá gòn, mít, cỏ, rau lan.

## Chăn nuôi
Thức ăn cho chúng phải khô ráo, không hôi mốc, sạch không lẫn đất cát; phải để nước sạch trong chuồng để dê uống khi khát. Có thể nuôi theo 3 kiểu: chăn dắt (quảng canh), cột buộc ở khu vực quanh nhà, đồi gò hoặc nuôi nhốt kết hợp với chăn thả (bán thâm canh) và nuôi nhốt cố định tại chuồng (thâm canh).
Việc áp dụng kỹ thuật vào chăn nuôi rất quan trọng. Người nuôi dê phải biết áp dụng kỹ thuật từ khâu làm chuồng trại cho đến việc theo dõi, quản lý đàn dê. Vì là loại động vật không ưa độ ẩm cao nên chuồng trại cho dê cần phải đảm bảo sạch sẽ, thông thoáng, tránh nắng nóng và ẩm ướt. Khi làm chuồng, tùy theo đặc điểm từng vùng, từng nhà cụ thể mà xác định vị trí và hướng chuồng thích hợp để tận dụng yếu tố thuận lợi và hạn chế tối đa các yếu tố bất lợi của thời tiết đối với dê.
Cần tránh cho dê giao phối đồng chủng để bảo đảm năng suất, chất lượng con giống. Khi dê đực con nuôi thời gian khoảng 4 tháng tuổi ra nuôi riêng với dê cái. Đối với dê cái phối giống lần đầu ở thời điểm nuôi từ 7 – 8 tháng tuổi. Không dùng dê đực giống là bố, dê cái là con hoặc cháu, đực giống là anh, dê cái là em cho phối giống với nhau để tránh hiện tượng trùng huyết. Trong thời gian dê có chửa tránh dồn đuổi, đánh đập và không nhốt chung với dê đực để tránh bị dê đực nhảy, dễ sảy thai.
Đối với dê chửa lần đầu cần xoa bóp nhẹ đầu vú để kích thích tuyến sữa phát triển, kích thích tuyến sữa phát triển và tập cho dê quen dần với việc vắt sữa sau này. Đối với dê cái đã đẻ nhiều lứa, đang cho con bú hoặc đang vắt sữa cho dê bằng cách giảm dần số lần cho con bú hoặc vắt sữa từ một lần. Để đảm bảo cho đàn dê cho năng suất sữa cao thì chế độ dinh dưỡng phải đảm bảo hơn, khẩu phần giàu chất dinh dưỡng hơn. Chế độ nuôi dưỡng tốt phải đảm bảo cho dê mẹ phát triển bình thường khi có chửa, cho nhiều sữa trong thời kỳ cho sữa. Thừa thức ăn tinh hỗn hợp thì không chỉ chất lượng sữa giảm, chi phí thức ăn tăng. Chế độ nuôi dưỡng dê sữa phải căn cứ vào nhu cầu dinh dưỡng.

## Các bệnh
Do dê ăn khẩu phần thiếu hay mất cân bằng calci và phosphor trong thời gian dài nên bị hội chứng rối loạn thần kinh, gây ra bệnh sốt sữa (Milk fever). Bệnh này thường xảy ra trong giai đoạn dê đang tiết sữa hoặc cạn sữa thời gian mà dê cần rất nhiều calci và phosphor so với bình thường, song không được đáp ứng đủ, do đó dê phải sử dụng nguồn calci từ máu. Khi lượng calci trong máu giảm dưới 6 mg/100ml thì dê bị rối loạn thần kinh. Dê sữa có năng suất cao thường bị bệnh này. Lúc đầu dê giảm ăn, suy nhược cơ thể, đi đứng khó khăn, sau đó dựa vào tường rồi nằm nghiêng một bên, co giật và tê liệt, không đứng dậy được. Thân nhiệt hạ xuống khoảng 38 độ C, mạch đập nhanh hơn bình thường. Không điều trị kịp thời, dê có thể tử vong.